# Гололёд

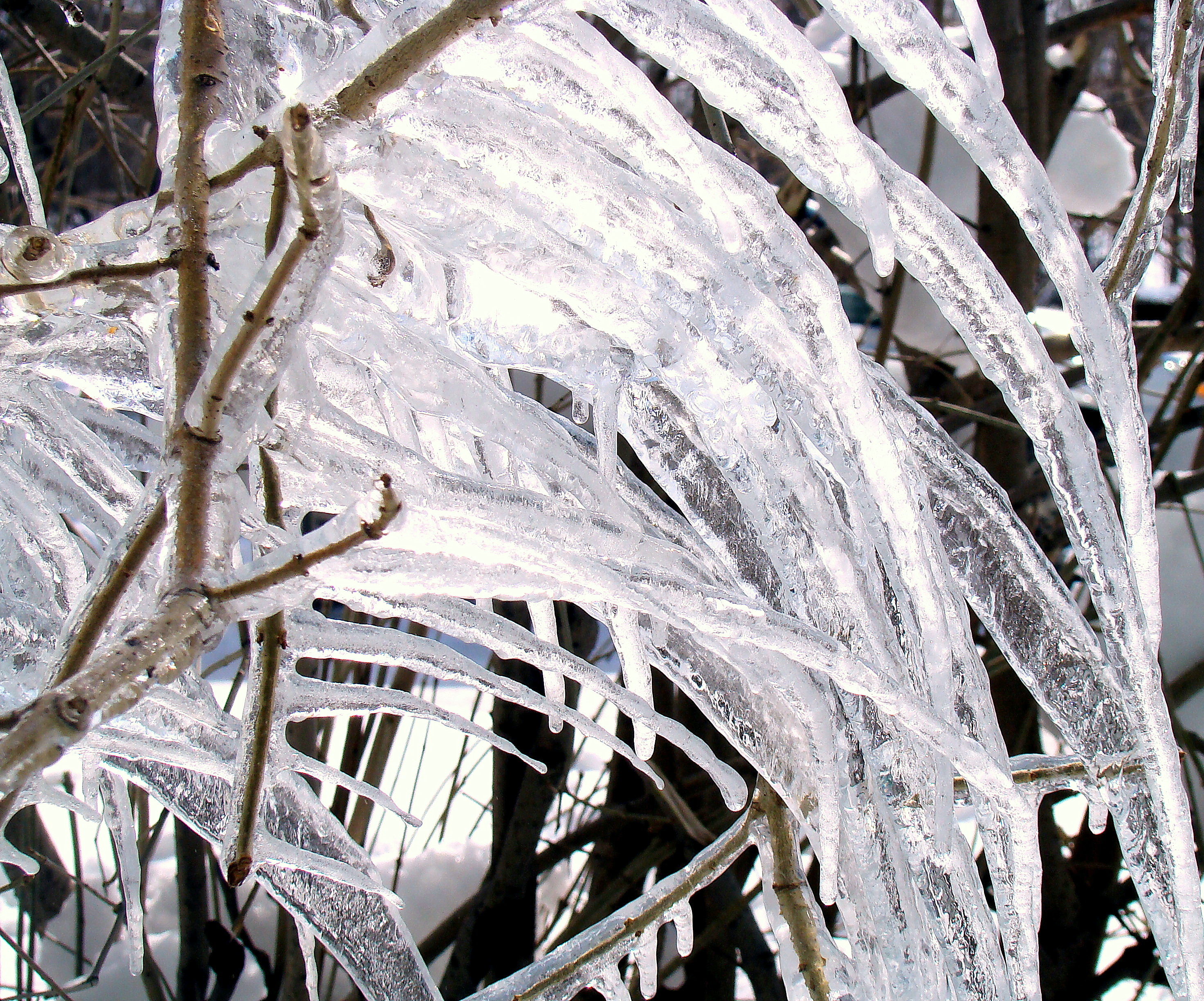
Гололёд на ветках кустарника при слабом ветре. Март 2010, Западная Сибирь, температура воздуха: −3 °C. Томск.

Гололёд (синоним — ожеледь) — атмосферные осадки в виде слоя плотного стекловидного льда (гладкого или слегка бугристого), нарастающего на растениях, проводах, предметах, поверхности земли.
Основные механизмы образования гололёда: намерзание частиц осадков (переохлаждённой мороси или переохлаждённого дождя, реже ледяного дождя, ледяной крупы, иногда дождя со снегом) при соприкосновении с поверхностью земли и наземных предметов, имеющей отрицательную температуру; иногда оседание капель переохлаждённого тумана или непосредственная десублимация водяного пара на охлаждённых до 0 градусов по Цельсию и ниже поверхностях.
.
Наблюдается при температуре воздуха чаще всего от нуля до −10 °C, иногда до −15 °C (при резком потеплении после периода устойчивых морозов, когда земля и предметы ещё сохраняют отрицательную температуру — и при температуре воздуха −3…+0,5 °C) в условиях слабого ветра или его отсутствия. Сильно затрудняет передвижение людей, животных, транспорта. Толщина отложения гололёда обычно небольшая, но в некоторых случаях может достигать одного и даже нескольких сантиметров, что приводит к обрывам проводов и обламыванию ветвей деревьев (а иногда и к массовому падению деревьев, опор линий электропередачи и станций водоснабжения).
Нарастание гололёда продолжается столько, сколько выпадают переохлаждённые осадки (обычно несколько часов, а иногда при мороси и тумане — несколько суток). Сохранение отложившегося гололёда может продолжаться несколько суток.
Гололёд, в отличие от гололедицы, образуется исключительно при выпадении переохлаждённых осадков при отрицательной температуре воздуха. Гололёд — редкое явление природы по сравнению с гололедицей (наличием льда на дорогах и тротуарах). Приносит большой экономический ущерб в связи с обрывами ЛЭП и других линейных коммуникаций.
В России ледяной дождь и гололёд чаще всего наблюдаются в регионах европейской части, где часты выносы тёплых воздушных масс атлантического и средиземноморского происхождения — Южном, Приволжском, Центральном и Северо-Западном федеральных округах. На Урале, в Сибири и на Дальнем Востоке, где на протяжении большей части зимы сохраняются устойчивые низкие отрицательные температуры воздуха, гололёд бывает крайне редко.
Среднегодовое число дней с гололёдом в некоторых городах России: Архангельск — 6, Мурманск — 1, Санкт-Петербург — 5, Москва — 6, Воронеж — 17, Ростов-на-Дону — 10, Астрахань — 6, Самара — 15, Казань — 7, Екатеринбург — 5, Сыктывкар — 12, Оренбург — 9, Омск — 6, Ханты-Мансийск — 5, Томск — 2, Иркутск — 0, Якутск — 0, Петропавловск-Камчатский — 2, Хабаровск — 0, Владивосток — 1.

## Примеры гололёда

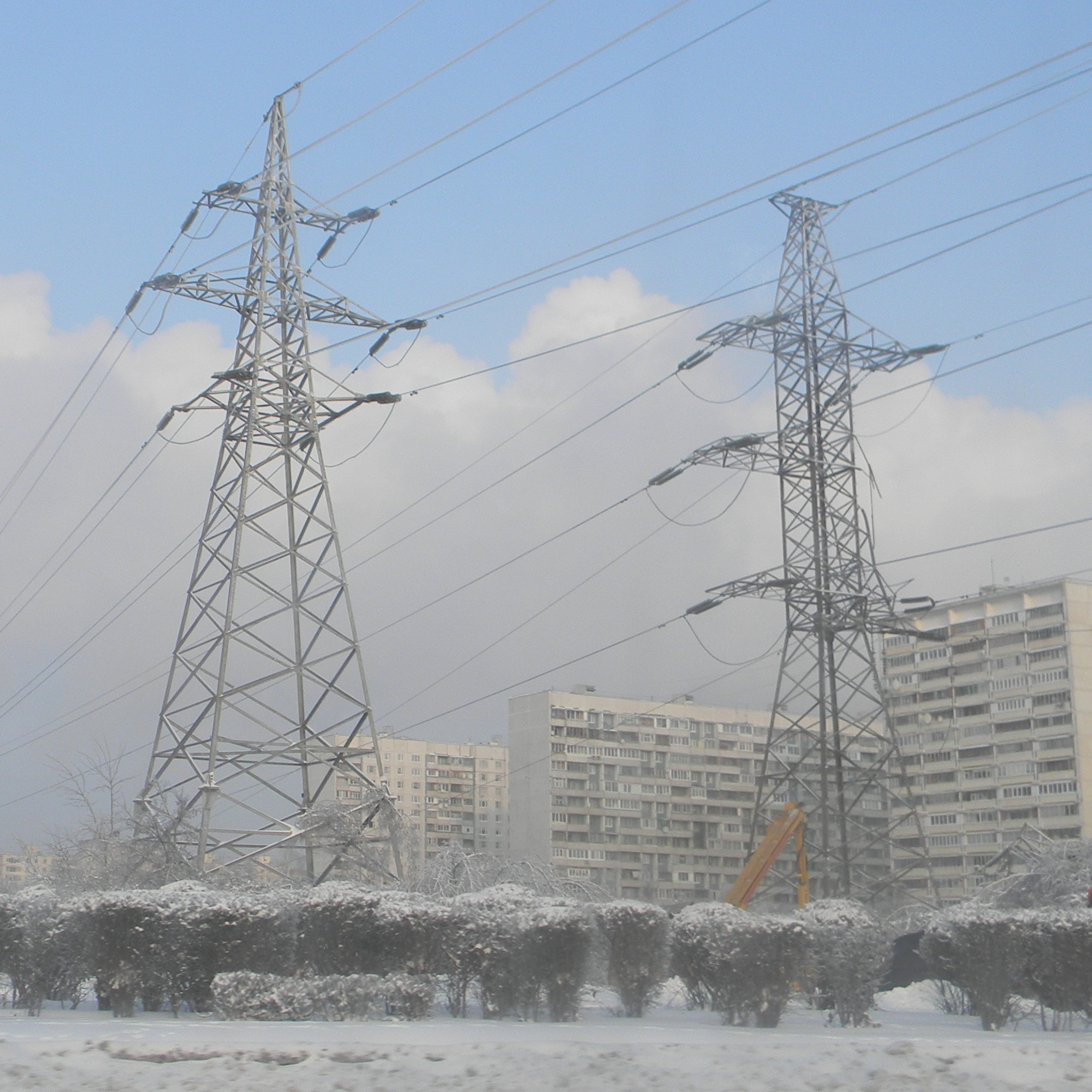
Опора воздушной линии (ВЛ) 220 кВ, пострадавшая от гололёда в Москве в декабре 2010 года. Слева — непострадавшая опора ВЛ 110 кВ, справа видны фрагменты полностью обрушившейся опоры ВЛ 220 кВ.

- Значительный гололёд произошёл в юго-западной России в октябре 1892 года[5]. 20 и 21 октября при северном и северо-восточном ветрах воздух и поверхность почвы значительно охладились. Утром 22 октября подул южный ветер и пошёл снег, который переходил по временам то в обыкновенный, то в ледяной дождь. Почва, строения, ветви и листья деревьев покрылись ледяной корой.
- Гололёд 1998 года в Северной Америке.
- Интенсивный гололёд в Москве 25—26 декабря 2010 года, приведший к массовым отключениям электроэнергии и задержкам авиарейсов, сломам деревьев.